# Madhiriguraidhoo
Madhiriguraidhoo est une petite île inhabitée des Maldives. Elle constitue une des îles-hôtel maldiviennes où est implanté le Palm Beach Resort.

## Géographie
Madhiriguraidhoo est située dans le centre des Maldives, dans le Nord-Est de l'atoll Faadhippolhu, dans la subdivision de Lhaviyani. 